# Moinhos do Vale do Derwent
As Fábricas do Vale do Derwent também chamadas de Moinhos fazem parte do Patrimônio Mundial da UNESCO desde 2001. A fábrica moderna, ou moinho, nasceu no Século XVIII a fim de acomodar a nova tecnologia a fim de enrolar algodão, desenvolvida por Richard Arkwright.
Localizam-se em Cromford, Belper, Milford e Darley Abbey, todas localizadas no Vale do Rio Derwent.
Ao todo são 838 construções que recebem o tratamento de Monumentos Protegidos.